# ホセ・マリア・エルナンデス・ガルニカ
ホセ・マリア・エルナンデス・ガルニカ（José María Hernández Garnica, 1913年11月17日 - 1972年12月7日）はスペイン出身のエンジニアおよびカトリック司祭。鉱山工学、自然科学、そして神学の博士であった。
司祭として、スペインの他に、イギリス、アイルランド、フランス、オーストリア、ドイツ、スイス、ベルギー、オランダの各国で働き、多くの病気を患ったが、犠牲の精神で耐え忍び、とりわけ、1年間に渡った闘病生活を英雄的に捧げ、1972年に聖性のほまれのうちにバルセロナで死去した。現在、列福調査が進められている。

## 生涯
ホセ・マリア・エルナンデス・ガルニカは、1913年11月17日、マドリードに生まれた。スペイン内戦前に聖ホセマリアと知り合い、1935年7月28日にオプス・デイへの所属を申請する。
神の呼びかけに寛大に応え、生活の中心をミサにおき、活発な使徒職を展開した。オプス・デイ創立者聖ホセマリアに堅く一致し、聖ホセマリアも彼に絶大な信頼を置いていた。神の愛に動かされ、豊かな才能を教会とすべての人々のために捧げ尽くした。常に、人々に仕えることを考え、謙遜、誠実、率直な人柄によって、多くの人々を惹きつけた。
1944年6月25日に、マドリードにて司祭に叙階され、オプス・デイの最初の３人の司祭の一人となった（もう一人は福者アルバロ・デル・ポルティーリョ司教）。その後、聖ホセマリアは、彼にスペインにおけるオプス・デイの女子部の司牧を託する。この職務を、スペイン全土における司牧活動と併せて精力的にこなした。後に、ヨーロッパ諸国での司牧に従事することになり、イギリス、アイルランド、フランス、オーストリア、ドイツ、スイス、ベルギー、オランダの各国で働いた。

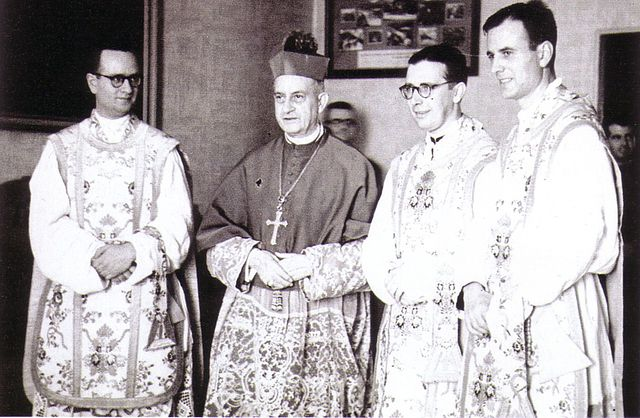
司祭叙階（1944年6月25日）

司祭職に招かれる前に従事していたエンジニアとしての仕事においても、司祭職においても、熱心に職務を全うした。様々な言語を学び、オプス・デイの使徒職が始まった国々において、それぞれの習慣に順応するように努力し、それぞれの国で使徒職の活動が始まると、初期の苦労を寛大に受け入れて働いた。
晩年、闘病生活を模範的に耐え忍び、1972年の無原罪の御宿りの祭日前夜に死去した。最後の瞬間まで、神に祈りを捧げていたという。